# Salticus conjonctus
Salticus conjonctus är en spindelart som först beskrevs av Simon 1868.  Salticus conjonctus ingår i släktet Salticus och familjen hoppspindlar. Inga underarter finns listade i Catalogue of Life.